# Manuel de Ahumada y González
Manuel de Ahumada y González (1697- siglo XVIII) fue un noble español que hizo carrera en el Nuevo Reino de Granada.

Fue alcalde y regidor de Santafé, también gobernador de Popayán.
Fue hijo de Pedro de Ahumada y Rebosillas y de doña María Antonia González Calvo. Llegó al Nuevo Reino de Granada en 1726 de su natal Paerto de Santa María en España y dos años después el presidente de la Real Audiencia de Santafé lo nombra gobernador de Popayán para la interinidad de 1733 a 1734. En 1742 se posesiona como alcalde ordinario de Santafé. Más adelante, durante el período del virrey Solís, es regidor de Santafé.